# چرخه کالوین

چرخه کالوین

چرخهٔ کالوین در اصل مرحله سوم از واکنش‎های کلی فتوسنتزی است که پس از واکنش‎های وابسته به نور(مرحله اول و دوم) صورت می‎گیرد. این مرحله در استروما(بستره)ی کلروپلاست (سبزدیسه)انجام می‌شود. در این مرحله مولکول‎های کربن موجود در دی‎ اکسید کربن(CO2) به مولکول های آلی تثبیت می‌شوند و به فرم مولکول گلوکز در می‌آیند. واکنش‌های چرخه کالوین به ترتیب زیر است:
۱. یک مولکول قند پنج کربنی به نام ریبولوز بیس فسفات(RuBP) به یک مولکول دی‌اکسید کربن حل شده در استروما متصل می‌شود. این فرایند که تثبیت کربن نام دارد به کمک آنزیمی با نام روبیسکو(ریبولوز بیس فسفات کربوکسیلاز-اکسیژناز)(RuBisCO)انجام می‌شود. در حضور این آنزیم یک مولکول شش کربنی(دوفسفاته) ناپایدار ساخته می‌شود. مولکول ناپایدار بلافاصله می‌شکند و دو مولکول سه کربنی یک فسفاته ایجاد می‌شود. این مولکول ۳- فسفوگلیسرات (3PG) یا فسفوگلیسریک اسید (PGA) نامیده می‌شود. این مولکول اولین ترکیب پایدار در چرخه کالوین بوده و اساس نامگذاری گیاهان C3 می باشد.
دقت کنید برخی از آنزیم‎های مرحله مستقل از نور(چرخه کالوین) از جمله روبیسکو، در حضور نور فعال می‎شوند بنابراین چرخه کالوین حتماً در حضور نور انجام می‌شود و نمی‌تواند در تاریکی(شب) انجام بگیرد.بنابراین تقسیم بندی  واکنش‎های فتوسنتزی به روشنایی و تاریکی اصلاً صحیح نمی باشد.
۲.  هر یک از دو مولکول 3PGA با دریافت یک گروه فسفات پر انرژی از مولکول ATP (حاصل از واکنش‎های وابسته به نور)و سپس شکستن باند فسفات و افزایش هیدروژن از NADPH، به یک قند سه کربنی یک فسفاته تبدیل می‌شوند. این مولکول گلیسرآلدهید ۳- فسفات (GAL3P) یا فسفوگلیسرالدهید (PGAL) نامیده می‌شود.
۳. این چرخه سه بار تکرار می‌شود. سه مولکول CO2 مصرف می‌شود و شش مولکول PGA ایجاد می‌گردد. با این وجود فقط یکی از این شش مولکول، از چرخه خارج می‌شود. پنج مولکول دیگر در چرخه باقی می‌ماند و طی یک فرایند بسیار پیچیده برای تولید مجدد RuBP بیشتر به کار می‌روند تا چرخه به همین ترتیب ادامه پیدا کند. پس از اینکه چرخه شش بار طی شد، دو مولکول PGAL تولید می‌شود. این دو مولکول با هم ترکیب می‌شوند و یک مولکول گلوکز ایجاد می‌گردد.
در اولین مرحله (۱) چرخه کالوین، Co2 با یک گیرنده ۵ کربنه به نام ریبولوز ۱–۵ بیس فسفات متصل شده و تولید ۲ مولکول ۳-فسفو گلیسرات می‌کند. اما نکته مهم این است که برای تولید و خروج یک قند ۳ کربنه از چرخه لازم است ۳ مولکول Co2 با ۳ مکول ریبولوز ۱–۵ بی فسفات(RuBP) متصل شود که در این صورت ۶ مولکول ۳- فسفوگلیسرات ایجاد می‌شود و این ۶ مولکول در فرایند دیگری به ۶ مولکول گلیسر آلدئید ۳-فسفات تبدیل می‌شوند حال ۱ مولکول گلیسرالدئید۳-فسفات می‌تواند از چرخه خارج شده و ۵ مولکول باقی‌مانده مجدداً چرخه را ادامه داده و مجدداً تبدیل به ۳ مولکول ریبولوز۱–۵ بی فسفات شوند. آنزیم کاتالیزکننده اولین مرحله از این چرخه، ریبولوز ۱–۵ بیس فسفات کربوکسیلاز/اکسیژناز یا روبیسکو نام دارد که در استرومای کلروپلاست واقع است. روبیسکو فراوان ترین آنزیم موجود در زمین بوده و ۵۰٪ کل پروتئین کلروپلاست را می‌سازد.
در مرحله بعد آنزیم دیگری به نام ۳-فسفوگلیسرات کیناز که مانند روبیسکو آنزیم استرومایی است با مصرف ATP، ۳-فسفوگلیسرات را تبدیل به ۱–۳ بی فسفوگلیسرات می‌کند. این آنزیم یک گروه فسفریل را از ATP به کربن شماره یک مولکول ۳- فسفوگلیسرات منتقل می‌کند.
سپس در مرحله آنزیمی دیگری ۶ مولکول ۱–۳ بی فسفوگلیسرات تولیدی در مرحله قبل توسط آنزیم گلیسرآلدهید۳-فسفات دهیدروژناز با مصرف ۶ مولکول NADPH تبدیل به ۶ مولکول گلیسرآلدئید ۳- فسفات می‌شوند.
حال گلیسرآلدهیدهای ایجاد شده سه سرنوشت متفاوت خواهند داشت:
۱. ۵ مولکول از ۶ مولکول گلیسرآلدهید۳-فسفات، دوباره چرخه را ادامه داده و ۳ مولکول ریبولوز ۱–۵بی فسفات می‌سازند. (ادامه چرخه کالوین).
۲. یک مولکول گلیسر الدهید۳-فسفات توسط تریوز ایزومراز به هیدروکسی استن فسفات تبدیل شده و توسط آنتی پورتر Pi/تریوزفسفات از کلروپلاست خارج شده و در جهت سنتز ساکروز به مصرف برسد. ساکروز قند انتقالی گیاهان است و گلوکز و فروکتوز را با اندامها ذخیره مانند دانه‌ها می‌برد.
۳. گلیسرالدهید از کلروپلاست خارج نشده و وارد مسیر سنتز نشاسته می‌شود، نشاسته شب هنگام به مصرف خود گیاه می‌رسد.

## ادامه چرخه کالوین (مسیر پنتوز فسفات احیایی)
مسیر پنتوز فسفات احیایی از کندانسیون بین دو قند سه کربنه، گلیسرآلدهید۳-فسفات و دی هیدروکسی استن فسفات آغاز شده و با تشکیل مجدد قند ۵ کربنه RuBP به پایان می‌رسد.
سنتز هر قند سه کربنه از CO2 (گلیسرآلدهید۳-فسفات) نیاز به ۶ مولکول NADPH و ۹ مولکول ATP دارد که از واکنشهای نوری فتوسنتزی تأمین می‌گردند؛ و در آخر اینکه، یکی از ۹ ملکول ATP تبدیل به ADP و فسفات می‌شود که این فسفات در داخل تریوز فسفات قرار داده می‌شود. اما ۸ مولکول ATP تبدیل به ۸ملکول ADP و پیروفسفات می‌شوند که ۸ پیروفسفات می‌توانند مجدداً با ۸ عدد ADP کندانسه شده و ۸ عدد ATP دیگر بسازند که در این حالت یک ADP باقی می‌ماند به همین جهت لازم است یک گروه Pi از طریق آنتی پورتر Pi/تریوزفسفات به داخل کلروپلاست منتقل گردد و به این ترتیب تعادل بین محصولات چرخه و ATP مصرف شده ایجاد گردد.

## کشف چرخه کالوین
گروهی از پژوهشگران به سرپرستی ملوین کالوین در سال ۱۹۵۴ میلادی، با استفاده از ایزوتوپ رادیواکتیو کربن در واکنش های فتوسنتزی به این نتیجه دست یافتند که در کلروپلاست ها، دی اکسید کربن پس از انجام مجموعه ای از واکنش های آنزیمی چرخه ای به قند تبدیل می شود. آنان با قرار دادن جلبک کلرلا در معرض دی اکسید کربن نشاندار و با جداسازی و شناسایی ترکیب های حاصل از آن،دریافتند که پس از گذشت حدود پنج ثانیه،یک ترکیب سه کربنی نشاندار در جلبک به وجود آمده است. با استفاده از این روش،پژوهشگران چرخه ی کالوین را کشف کردند.
ملوین کالوین در سال ۱۹۶۱ به خاطر این کشف، موفق به دریافت جایزه نوبل شد.